# Hans-Günter Grund
Hans-Günter Grund (* 11. Oktober 1941) ist ein ehemaliger deutscher Fußballspieler. Der Spieler des 1. FC Saarbrücken hat in der erstklassigen Fußball-Oberliga Südwest von 1961 bis 1963 in 20 Ligaeinsätzen zwei Tore erzielt und im Debütjahr der Fußball-Bundesliga, 1963/64, ein Rundenspiel bestritten.

## Karriere
Grund gehörte von 1961 bis 1966 dem 1. FC Saarbrücken an, für den er zunächst zwei Spielzeiten in der erstklassigen Oberliga Südwest, eine in der neu gegründeten Bundesliga, als einheitlich höchste deutsche Spielklasse, und – Abstieg bedingt – zwei in der zweitklassigen Regionalliga Südwest bestritt. Unter Trainer Helmuth Johannsen debütierte der aus der eigenen Jugend gekommene Grund am 1. Oktober 1961 bei einem 2:2-Heimremis gegen den SC Ludwigshafen in der Oberliga Südwest. Er spielte im damaligen WM-System auf Halbrechts und bildete zusammen mit Rainer Schönwälder, Gerd Schönecker, Karl Meng und Heinz Vollmar den Angriff des Gastgebers. Bei seinem zweiten Oberligaeinsatz, am 14. Oktober 1961, bei einem 2:0-Heimerfolg gegen den 1. FC Kaiserslautern, trug er sich in die Torschützenliste ein. Am Rundenende belegte der 1. FC Saarbrücken den 3. Rang und Grund hatte in 16 Ligaeinsätzen zwei Tore erzielt. Im letzten Jahr der erstklassigen Oberligaära, 1962/63, kam er nur noch zu vier weiteren Einsätzen. Während der Oberligazeit kam er am 15. August 1962 im Wiederholungsspiel des Viertelfinales um den DFB-Pokal bei der 1:2-Niederlage gegen Fortuna Düsseldorf zum Einsatz, nachdem die Begegnung am 8. August 1962 mit dem 2:2-Unentschieden n. V. keinen Sieger hervorgebracht hatte. Sein zweites Spiel in diesem Wettbewerb bestritt er am 23. Juni 1963 beim 3:0-Achtelfinal-Sieg über den VfL Wolfsburg.
Grund ging mit Saarbrücken mit in die neue Bundesliga ab der Saison 1963/64. Dort wurde er aber lediglich einmal eingesetzt; das am 15. Februar 1964 (20. Spieltag) beim 1. FC Nürnberg ausgetragene Spiel endete für ihn nach 90 Minuten 0:2. Trainer Helmut Schneider hatte es mit Spielern wie Volker Danner (Torhüter), Erich Rohe, Heinz Steinmann, Werner Hesse, Manfred Klein, Erich Maas, Werner Rinass, Dieter Krafczyk, Karl Meng und Heinz Vollmar an der Seite von Grund versucht, als Tabellenletzter mit 9:29 Punkten den Punktabstand auf die ebenfalls um den Abstieg kämpfenden Vereine Preußen Münster (11:27), Hertha BSC (15:23), Karlsruher SC (16:22) und den „Club“ mit 17:21 Punkten mit einem Erfolg in Nürnberg zu verkürzen. In einer schwachen Partie fehlten den „Gästen nach dem 0:2 in der 72. Minute die Mittel, eine etwaige Wende anzugehen.“  Im ersten Jahr in der zweitklassigen Regionalliga Südwest, 1964/65, gewann der 1. FC Saarbrücken die Meisterschaft und Grund hatte mit sieben Rundeneinsätzen seinen Anteil daran. Sein letztes Spiel in der Regionalliga Südwest bestritt Grund am 27. März 1966 bei einem 3:1-Heimerfolg gegen den SV Alsenborn. Er wurde dabei von Trainer Bernd Oles auf Halblinks eingesetzt und als Torschützen zeichneten sich Karl-Heinz Vogt (2 Tore) und Horst Remark aus. Insgesamt absolvierte er 38 Punktspiele, in denen er zwei Tore erzielte, und zwei Pokalspiele.
Danach war er noch in Erfweiler-Ehlingen für den dort ansässigen Amateurverein FC 1946 im Saarpfalz-Kreis aktiv.

## Erfolge
- Meister Regionalliga Südwest 1965